# 瑞斯蒂尼亚克
瑞斯蒂尼亚克（法語：Justiniac，法語發音：[ʒystinjak]）是法国阿列日省的一个市镇，属于帕米耶区。

## 地理
瑞斯蒂尼亚克（43°12'44"N, 1°29'31"E）面积4.56 平方千米，位于法国奧克西塔尼大區阿列日省，该省份为法国西南部内陆省份，西部和北部与上加龙省接壤，东临奥德省，东南至东比利牛斯省接壤，南与安道尔和西班牙接壤。
与瑞斯蒂尼亚克接壤的市镇（或旧市镇、城区）包括：布里、迪尔福、马尔利亚克。

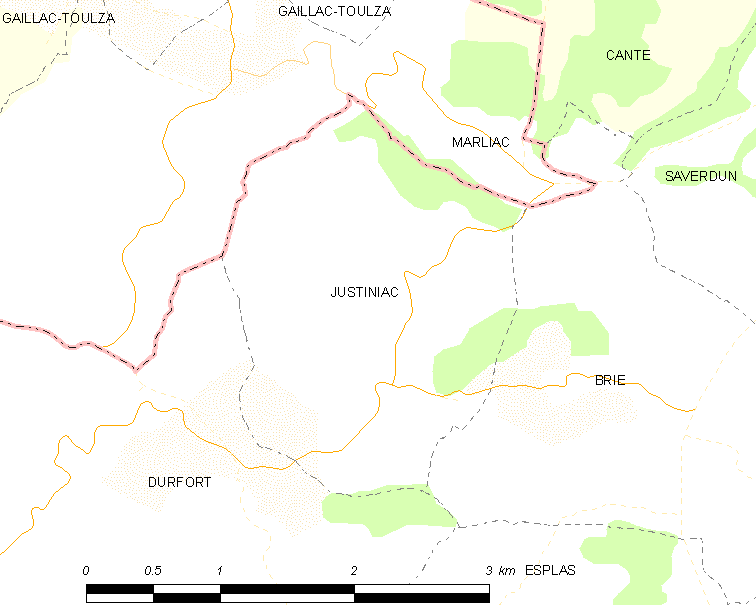
瑞斯蒂尼亚克的OSM定位图

瑞斯蒂尼亚克的时区为UTC+01:00、UTC+02:00（夏令时）。

## 行政
瑞斯蒂尼亚克的邮政编码为09700，INSEE市镇编码为09146。

## 政治
瑞斯蒂尼亚克所属的省级选区为阿列日之门县。

## 人口

1962-2008年间瑞斯蒂尼亚克人口变化图示

瑞斯蒂尼亚克于2022年1月1日时的人口数量为58人。